# Rupia mauriciana
La rupia de Maurici (en anglès Mauritian rupee, en francès roupie mauricienne, en crioll de Maurici roupi morisyen) és la unitat monetària de l'estat insular de Maurici. El codi ISO 4217 és MUR i s'acostuma a abreujar Rs, o Mau Rs per diferenciar-la de les altres rupies. Es divideix en 100 cèntims (cents / centimes / santim), fracció que actualment ja no circula.

## Història
Es va adoptar el 1877 en substitució de la rupia índia, la lliura esterlina i el dòlar de Maurici, monedes aleshores en circulació a l'illa. Al canvi, la rupia de Maurici equivalia a la rupia índia i valia mig dòlar de Maurici; la lliura es canviava a 10 1⁄4 rupies.
Fins al 1934, la rupia de Maurici tenia un canvi fix respecte a la rupia índia; a diferència d'aquesta, però, la moneda de Maurici ja va ser una moneda decimal des de bon començament. La rupia de Maurici també va circular a les Seychelles fins al 1914, en què fou substituïda per la rupia de les Seychelles en termes paritaris (1=1).

## Monedes i bitllets
Emesa pel Banc de Maurici (Bank of Mauritius / Banque de Maurice / Labank Moris), en circulen monedes d'1, 5, 10 i 20 rupies (les antigues monedes de cèntims han deixat de circular), i bitllets de 25, 50, 100, 200, 500, 1.000 i 2.000 rupies.

## Taxes de canvi
- 1 EUR = 39,0991 MUR (16 de juny del 2006)
- 1 USD = 30,9500 MUR (16 de juny del 2006)